# Граничари (село)
Граничари (рум. Grănicerii) насеље је у Румунији у округу Тимиш у општини Ђир. Oпштина се налази на надморској висини од 76 m.

## Прошлост
У околини места Чавош је 1878. године откривена остава из бронзаног доба.
По "Румунској енциклопедији" први писани траг о месту је из 1256. године. Његово старо име је Чавош (отуда презиме Чавошки (Коста)), а владала је породица Ченад. Ту је 1717. године пописано 15 кућа. Уследиле су планске опсежне колонизације Немаца па Мађара, због чега су Србе и Румуне померали одатле, да ослободе места привилегованим насељеницима. Током 19. века етнички карактер села је немачко-мађарско-српски. Од 1964. године место је названо "Граничени" (стражари).
У Крушевском поменику (са почетка 16. века) записан је Чавош. Калуђери из манастира Пећке патријаршије су 1660. године забележили неколико српских приложника. Били су то мештани: домаћин Марко (код којег су коначили), Стојан Матијевић са браћом, Живко Диклић, Аћим, Рака, Лаза и син Вуја. Кметови чавошки су скупили по селу 930 аспри "на благослов". Године 1727. имао је Чавош 21 дом, а 1773. године - 31 дом. Као "српско насеље" означено је 1753. године. Ту живе српске породице: Нинков, Ђуричин, Милојков, Испасов, Топалов, Стојанов, Пантелијин, Калејски, Мосин, Гаванов, Остојин, Пандуровић и Путник. 
Године 1764. Чавош је парохија у оквиру Чаковачког протопрезвирата Темишварске епархије. Аустријски царски ревизор Ерлер је 1774. године констатовао да Чавош припада Чаковачком дистрикту и округу, а становништво чине претежно Срби. Приликом пописа православног клира 1797. године у "Чавошу" су регистрована два свештеника. Парох поп Христифор Станковић (рукоп. 1775) знао је српски и румунски језик, а капелан поп Игњатије Поповић (1793) служио се искључиво српским језиком.
Велики број Срба Чавошана преселио је 1806. године ниже југозападно, на пустару где је настало село Самош као и 1818. године у Фердин. Са собом су понели целивајуће иконе и црквене матице. Иконостас чавошке православне цркве је пренет у храм у Шурјану.
У Чавошу је у 19. веку био спахилук велепоседника Беителхаузера. Ту је на имању умро као умировљеник хрватски бискуп Јосип Шброт. Постоје у другој половини 19. века мађарска и немачка општина у Чавошу. Ту се налази пошта почетком 20. века.
За фонд "Школског листа" у Сомбору, приложио је 1861. године 1 ф. Данил Нинков из Чавоша. Године 1900. иако је у месту било 147 Срба, ту није било српске школе. Чавош је 1905. године парохијска филијала Модоша, у којој живи 160 православних душа.

## Становништво
Према подацима из 2021. године у насељу је живело 176 становника.

### Попис2002.
| Расподела становништва по националности 2002.‍ | Расподела становништва по националности 2002.‍ | Расподела становништва по националности 2002.‍ | Расподела становништва по националности 2002.‍ | Расподела становништва по националности 2002.‍ |
| --------------------------------------------- | --------------------------------------------- | --------------------------------------------- | --------------------------------------------- | --------------------------------------------- |
|                                               |                                               |                                               |                                               |                                               |
| Румуни                                        | Румуни                                        |                                               | 194                                           | 78,5%                                         |
| Мађари                                        | Мађари                                        |                                               | 27                                            | 10,9%                                         |
| Роми                                          | Роми                                          |                                               | 15                                            | 6,1%                                          |
| Немци                                         | Немци                                         |                                               | 11                                            | 4,5%                                          |